# Geron halli
Geron halli är en tvåvingeart som beskrevs av Hall och Neal L. Evenhuis 2003. Geron halli ingår i släktet Geron och familjen svävflugor. Inga underarter finns listade i Catalogue of Life.